# Oudeschans 17A-23B
Oudeschans 17A-23B te Amsterdam is een bouwwerk aan de Oudeschans in Amsterdam-Centrum.

## Inleiding
Straat en gracht Oudeschans is al eeuwen oud. Ze is te zien op de plattegronden van Cornelis Anthonisz. (1544) en Balthasar Florisz. van Berckenrode (1625). De bebouwing ter plekke lag weliswaar aan de Oudeschans, maar had de ingang aan de Eerste Batavierdwarsstraat.

## Sanering

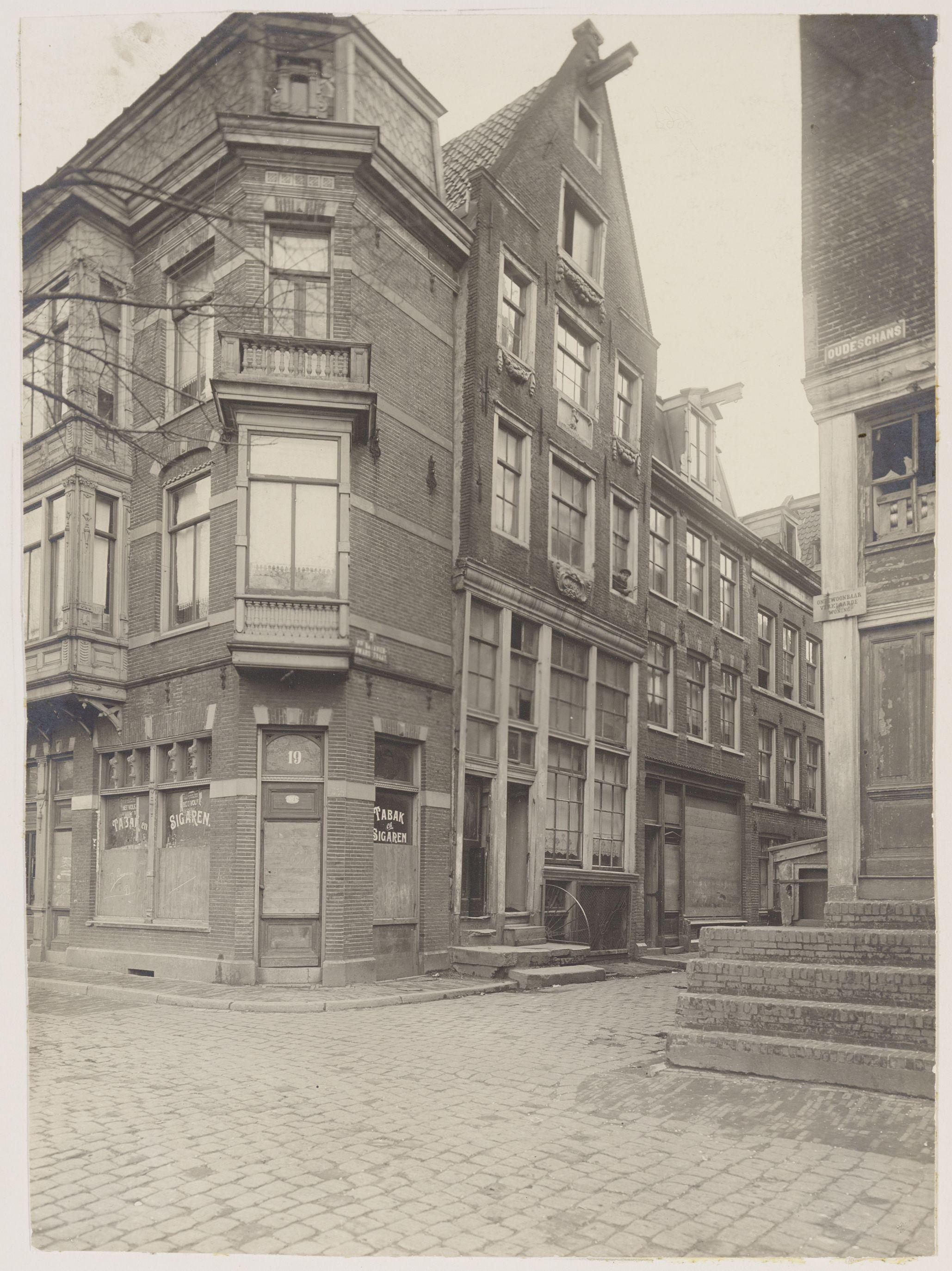
Oudbouw op kruising Oudeschans, 1e Batavierdwarsstraat (circa 1920)

In de jaren tien en twintig van de 20e eeuw begon hier een uitgebreide sanering (amovering) van Uilenburg onder bewind van de Stichting Bouwfonds Handwerkers Vriendenkring. Er werden tal van nieuwe woningen opgeleverd, ook onder de Gemeentelijke Woningdienst.
Het kwam er op neer dat dit stuk Oudeschans en Batavierstraat volledig onder de slopershamer ging. Aan architect Jo Mulder gevraagd een nieuw gebouw te ontwerpen dat haar voorgevel kreeg aan de Oudeschans, maar doorgebouwd werd tot aan de woonrand van de Nieuwe Uilenburgerstraat, kortom voor deze plaats een groot bouwvolume.
Niet alleen ging toen de Eerste Batavierdwarsstraat met Slagtersgang verloren, ook haar naamgever Batavierstraat ging verloren. Bij die sanering voor dit project gingen behoorlijk wat verkrotte woningen tegen de vlakte. Er werd in april 1926 een aanbesteding uitgeschreven. Het kwam erop neer dat het gehele blok Oudeschans, Oostersekade, Eerste Baravierdwarsstraat en Batavierstraat verloren ging behoudens het hoekje Oudeschans-Oostersekade.
Het circa dertig meter brede en achtenveertig meter diepe gebouw kende zeker ten tijde van de bouw een sterk afwijkende bouwstijl, die enigszins lijkt op de Amsterdamse School, onder andere te vinden in de symmetrie, het beeldhouwwerk en het steile dak. Boven de bedrijfsmatig ingerichte begane grond zijn drie woonetages neergezet onder de steile kap. Die begane grond wordt in de gevel aangegeven door een natuurstenen plint; in het midden met een grove stenen poort waaronder de bedrijfsingang (ongeveer op de plaats van de ingang van de dwarsstraat). Ter zijde van die toegang zijn twee kolommen zichtbaar, waarschijnlijk de trappenhuizen.  Midden in de poort in beeldhouwwerk te vinden in de vorm van een hert en bliksemschicht; werk van Marinus Vreugde.